# Geo-Mod
Le Geo-Mod (Geometry Modification Technology) est un moteur physique développé par Volition, Inc..
Geo-Mod permet à un joueur de modifier ou détruire l'environnement dans lequel il évolue (par exemple, faire exploser une partie d'un mur au lieu d'ouvrir une porte).
Le moteur a notamment été utilisé dans les jeux Red Faction et Red Faction II.